# Gazela Grantova
Gazela Grantova (Nanger granti) je poměrně velká gazela, která se vyskytuje ve východní Africe a žije v otevřených travních rovinách a často je zpozorována i v travnatých savanách; většinou se však vyhýbá oblastem s příliš vysokou trávou. Svůj název získala podle průzkumníka Jamese Augusta Granta. Populace se v současnosti odhaduje na přibližně 350 000 jedinců.

## Synonyma
- Gazella granti
- gazela velká

## Popis
Gazela Grantova se vzhledem velice podobá gazele Thomsonově (Eudorcas thomsonii), s kterou bývá občas i zaměňována. Má poměrně zdatné tělo, které v lopatkách měří skoto jeden metr a její hmotnost se pohybuje od 45 do 85 kg. Svrchu je rezavě tmavá, břicho a zrcátka jsou světlejší a na bocích mívá, stejně jako gazela Thomsonova tmavý až černý pruh, který se však netáhne tak dlouze a výrazně jako u gazely Thomsonovy. Délka těla se pohybuje mezi 100–150 cm. Samci mají poměrně dlouhé, tmavé a ostré rohy, které měří až 75 cm a jsou nepatrně zakřivené; samice mají rohy také, ale kratší a slabší. Na obličeji má typickou gazelí kresbu v barvě černé, hnědé a bílé a nad nosem mívá černou skvrnu. Mají poměrně dlouhý ocas, který dorůstá zhruba 30 cm. Mají velice dobré smysly a využívají na svoji ochranu zrak, čich i sluch. Jsou to poměrně rychlá zvířata, která k úprku používají dlouhé a elegantní skoky.

## Způsob života
Gazely Grantovy žijí ve stádech, kde žije jeden samec a několik samic. Tato stáda nejsou nijak rozsáhlá, čítají obvykle 15–26 kusů. I u tohoto druhu svádějí mezi sebou samci časté boje, většinou si však jen vyhrožují, ale často dojde i k použití ostrých a dlouhých rohů. Nejprudší boje jsou však v období páření. Samci si teritoria značkují nejčastěji trusem nebo močí, ale často také výměškem pachových žláz a důkladně si toto území střeží.
Gazela Grantova je výhradně býložravá. Nejčastěji žere trávu, různé byliny a listy na keřích.
V období páření spolu samci často zápasí, ale většinou se snaží těmto zápasům vyhnout a jen na sebe funí a předvádějí se. Nejsilnější samci získají právo na velká teritoria a začnou si přivlastňovat, ale také bystře střežit samice. Většina samců však v boji neuspějí a proto se vzdalují a tvoří malé skupiny, které se snaží získat několik samic. Samice rodí po více než půlroční březosti (většinou po 7 měsících) jediné mládě a následovně se odpojuje i s mládětem od stáda. Ke stádu se znovu připojují zhruba po 4–6 týdnech. V této době již není mládě na matku plně závislé, ale vztah matka k mláděti u nich zůstává až do konce života. Samci pohlavně dospívají ve třech letech, samice v 1,5 roku.
Největší nebezpečí pro tuto gazelu představují převážně psi hyenovití a gepardi. Gazely však loví i místní domorodci, pro které představuje gazela Grantova zdroj potravy.